# 小山ゆう
小山 ゆう（こやま ゆう、本名：大竹 由次（おおたけ よしじ）、男性、1948年2月20日 - ）は、日本の漫画家。静岡県小笠郡菊川町（現・菊川市）出身。

## 人物
代表作は『がんばれ元気』『お〜い!竜馬』『あずみ』など。『がんばれ元気』『おれは直角』『お〜い!竜馬』はテレビアニメ化され、『あずみ』は上戸彩主演で映画化された。
ペンネームの「小山ゆう」は、恩人である小池一夫の「小」、友人の山本又一朗の「山」、そして自身の本名である由次（よしじ）の「ゆう」を組み合わせたものである。

## 略歴
静岡県小笠郡菊川町（現・菊川市）で専業農家の長男として出生。静岡県立島田商業高等学校卒業後、作曲家を目指して上京した。上京まで漫画はほとんど読まず、興味も薄かったという。
上京後、新聞広告で見て入ったアニメ制作会社のテレビ動画株式会社でアニメーターのアルバイトを1年ほどする。休憩時間中にさいとう・たかをの『無用ノ牙』の模写をしていたのがきっかけで、1968年にさいとう主宰の「さいとう・プロダクション」を紹介され。アシスタントとして漫画の世界へ入り、漫画家を目指す決意をする。3年半後、さいとうプロの友人だった山本又一朗とやまさき拓味と3人でオリオンプロを設立し、キャラクター商品のデザインや挿絵やカットの仕事を請け負うも1年半で廃業。1971年、漫画の仕事をするため、先にさいとうプロを独立していた小池一夫のスタジオシップ（現・小池書院）へ3人で移籍した。
1973年、『週刊少年サンデー』に掲載の『おれは直角』でデビュー。ペーソス溢れる作中のギャグ調の描写で人気作となる。同作連載終了後の1976年にスタジオシップを退社。
1976年から『週刊少年サンデー』誌上で連載開始した、ボクシング漫画『がんばれ元気』では一転してギャグを使わず、少年の成長物語を描いた。同作は5年間の長期連載作となり、1977年には第22回小学館漫画賞少年少女部門を受賞。そして、1980年に自身初のテレビアニメ化作品になった。このころ、『週刊少年ジャンプ』の西村繁男編集長や本宮ひろ志に見込まれ、手塚賞の審査員を務めたが、引き抜きには応じなかった。
1980年代はディストピアSF漫画『愛がゆく』、スピリチュアル陸上漫画『スプリンター』、青春ファンタジー漫画『チェンジ』などで異彩を放っていたが、『少年ビッグコミック』が青年漫画誌『ヤングサンデー』へリニューアルし、久々に『週刊少年サンデー』で連載した『少年』が不可解な打ち切りになるなど、少年漫画誌の地殻変動を受けたこともあり、1990年代に入ると『ビッグコミック』系の青年漫画誌へホームグラウンドを移していく。
1986年から1996年にかけて、大好きだという坂本龍馬を主人公とした『お〜い!竜馬』を武田鉄矢を原作担当に迎えて連載。
1991年には『おれは直角』が、1992年には『お〜い!竜馬』がそれぞれテレビアニメ化された。
1994年から『ビッグコミックスペリオール』誌上で連載開始した『あずみ』は、長年の念願だったというチャンバラの時代劇漫画だった。同作で1998年に、第43回小学館漫画賞青年一般部門と第1回文化庁メディア芸術祭マンガ部門優秀賞
を受賞。さらに2003年と2005年には旧友の山本又一朗のプロデュースにより映画化されるなど、続編も含めてシリーズ合計66巻の大長編となった。

## 作品リスト

### 長編
- おれは直角（1973年 - 1976年、『週刊少年サンデー』、小学館、全14巻）
- 男ぞ！ケンノ介（1974年 - 1975年、『月刊少年マガジン』、講談社、全1巻）
- がんばれ元気（1976年 - 1981年、『週刊少年サンデー』、全28巻）
- サムライ数馬（1978年 - ?年、『週刊少年サンデー増刊号』、全2巻）
- いざ！竜馬（たつま）（1979年、『少年ビッグコミック』、全2巻）
- 風の三郎（1980年 - 1981年、『少年ビッグコミック』）、全5巻）
- 愛がゆく（1981年 - 1984年、『少年ビッグコミック』、全12巻）
- スプリンター（1984年 - 1987年、『週刊少年サンデー』、全14巻）
- お〜い!竜馬 （原作：武田鉄矢、『少年ビッグコミック』（1986年 - 1987年）→『ヤングサンデー』（1987年 - 1996年）、全23巻）
- チェンジ（1987年 - 1988年、『週刊少年マガジン』、講談社、全5巻）
- 少年（原作：矢島正雄、1989年、『週刊少年サンデー』）
- ももたろう（1993年 - 1994年、『ビッグコミックスペリオール』、小学館、全10巻）
- あずみ（1994年 - 2008年、『ビッグコミックスペリオール』、全48巻）
- AZUMI〜あずみ〜（2008年 - 2014年、『ビッグコミックスペリオール』、全18巻）
- 雄飛（2014年 - 2018年、『ビッグコミックスペリオール』、全16巻）
- 颯汰の国（2019年[15] - 2023年[16]、『ビッグコミック』、全15巻）
- 女神の標的（2023年[17] - 、『ビッグコミック』、既刊5巻）

### 短編
- ひまわりの日々（1974年10月6日号、『週刊少女コミック』）
- ワシとタカ（1975年4月25日号、『少年ビッグコミック』）※1、4
- 元気がゆく！（1975年9月5日号、『週刊少年サンデー増刊号』）※4
- オッス！直角（第1話）（1976年6月15日号、『週刊少年サンデー増刊号』）※5
- オッス！直角（第2話）（1976年8月10日号、『週刊少年サンデー増刊号』）※5
- オッス！直角（第3話）（1976年9月10日号、『週刊少年サンデー増刊号』）※5
- メーンエベント（1978年1月12日号、『週刊少年サンデー』）※5
- さよならスーパースター（1982年8月10日号、『少年ビッグコミック増刊号』）※2、4、7
- ヒゲづらのシンデレラ（1982年11月19日号、『少年ビッグコミック増刊号』）※3、5
- ぼくの粗大ゴミ（原作：矢島正雄、1983年4月1日号、『少年ビッグコミック増刊号』）※3、4
- すーぱー勘兵衛（1983年5月20日号、『少年ビッグコミック増刊号』）※6
- ぐーたらLady（1983年10月21日号、『少年ビッグコミック増刊号』）※5
- 原宿ストーリー（原作：佐々木守、1985年8月10日号、『週刊少年サンデー増刊号』）※5
- 海風の街（原作：やまさき十三、1989年4月12日号、『週刊少年サンデー』）※4
- 殺雷伝（1997年4月12日号、『ビッグコミックオリジナル 新人コミック大賞増刊号』、1973年以前に執筆）※7
- 目撃者（前編）（1999年6月12日号、『週刊少年サンデー』）※4
- 目撃者（後編）（1999年6月19日号、『週刊少年サンデー』）※4
- MY SWEET SUNDAY（2008年4月2日号、『週刊少年サンデー』）

※1 - いざ！竜馬 第2巻（1980年2月5日、小学館）に収録
※2 - 愛がゆく 第12巻（1985年2月5日、小学館）に収録
※3 - チェンジ 第5巻（1988年8月17日、講談社）に収録
※4 - 小山ゆう短編集 1（2005年8月1日、小学館）に収録
※5 - 小山ゆう短編集 2（2005年8月30日、小学館）に収録
※6 - 熱狂 短編マンガ傑作集'83（2006年12月20日、小学館、アンソロジー）に収録
※7 - 漫画家本 vol.13 小山ゆう本（2019年11月4日、小学館）に収録